# Воронцово (Сафоновский район)
Воронцо́во  — деревня в Смоленской области России, в Сафоновском районе. Население – 7 жителей (2007 год) . Расположена в центральной части области в 20 км к востоку от города Сафонова, в 7 км южнее автодороги М1 «Беларусь», на берегу реки Гостижа. В 4 км северо-восточнее от деревни железнодорожная станция Издешково	 на линии Москва — Минск. Входит в состав Игнатковского сельского поселения.
В селе родилась Герой Социалистического Труда Анна Сергеева.

## История
В годы Великой Отечественной войны деревня была оккупирована гитлеровскими войсками в сентябре 1941 года, освобождена в 1943 году.